# 1933 في إسبانيا
فيما يلي قوائم الأحداث التي وقعت خلال عام 1933 في إسبانيا.

## أحداث داخلية
- يناير - اندلاع التمرد الأناركي على مستوى البلاد (ما يسمى ثورة يناير 1933). هدف المتمردون في جميع أنحاء إسبانيا إقامة الشيوعية التحررية. واشعلت النيران في العديد من المجالس المحلية، وفي برشلونة اصطدم العمال بالشرطة، مما ترك 37 قتيلًا و 300 جريحًا في ثلاثة أيام.[1] وأعلنت حالة الطوارئ في بعض المدن مثل فالنسيا وإشبيلية، مما أغلق النقابات العمالية.[2]
- 10-12 يناير – اندلاع أحداث كاساس فيخاس الدموية التي أضرت بصورة حكومة أثانيا.[3]
- 4 مارس – أسس جيل روبلز الاتحاد الإسباني لليمين المستقل (CEDA) بمساعدة مجموعة من الكاثوليك المعتدلين.[1]
- 23 أبريل - الانتخابات البلدية في أبريل 1933، لأول مرة في تاريخ إسبانيا أمكن للمرأة التصويت في الانتخابات، فاندماجها في الحياة الانتخابية أعطى نتائج متوقعة، وأيضاً كانت المرة الأولى التي ظهر فيها المرشحون الجمهوريون في مئات البلديات الريفية.[1] فالمجتمع الريفي أكثر محافظة من المدن حيث تجاوز عدد أعضاء الملكييين أو اليمين المتطرف حاجز 4000، مقارنة بما يزيد قليلاً عن 7500 من الجمهوريون.[4]
- يوليو - نصح ممثل البابا بيوس الحادي عشر الكاثوليك الأسبان بالالتزام بالقوانين المدنية، دون التخلي عن إرسال أبنائهم إلى المدارس ذات التقاليد الكاثوليكية.[1]
- 4 أغسطس - إلغاء قانون الدفاع عن الجمهورية لسنة 1931. والذي منح الحكومة المؤقتة أداة استثناء خارج المحاكم للعمل ضد أولئك الذين يرتكبون أعمال عدوانية ضد الجمهورية.[5]
- 6 سبتمبر – استقالة مانويل أثانيا من رئاسة الوزراء.
- 29 أكتوبر - أسس خوسي أنطونيو بريمو دي ريفيرا كتائبه المسماة الفلانخي الإسبانية.
- 19 نوفمبر – فوز الاتحاد الإسباني لليمين المستقل اليميني في الانتخابات الإسبانية العامة 1933.[1]
- 16 ديسمبر - أصبح أليخاندرو ليروكس رئيسا للوزراء خلفا لمانويل أثانيا.[1]
- ديسمبر - اندلاع التمرد الأناركي الثالث.

## مواليد

### يناير
- 1 يناير – بيدرو مارتينث مونتابيث
- 6 يناير – جوستو تيخادا لاعب كرة قدم إسباني.
- 8 يناير – خوان مارسيه كاتب إسباني.

### مارس
- 8 يناير – خوان مارسيه كاتب إسباني.

### أبريل
- 6 أبريل – خيسوس دييز ديل كورال لاعب شطرنج إسباني.
- 12 أبريل – مونتسيرات كابالي
- 16 أبريل – ماركوس ألونسو إيماز لاعب كرة قدم إسباني.

### يوليو
- 6 يوليو – أنطونيو دياز ميغيل لاعب كرة سلة إسباني.

### أغسطس
- 2 أغسطس – ميشيل ديل كاستيلو كاتب فرنسي.

### أكتوبر
- 21 أكتوبر – فرانشيسكو خينتو لاعب كرة قدم إسباني.

## وفيات
- 18 مارس – لويجي أمديو (مواليد 1873) مستكشف إيطالي.